# Орсагова, Петра
Петра Орсагова (словац. Petra Országhová; род. 7 апреля 1981, Банска-Бистрица) — словацкая хоккеистка, защитница клуба «Попрадске лишки». Чемпионка мира по бол-хоккею.

## Карьера
Из хоккейной семьи: дедушка, отец и кузен играли на высоком уровне. За свою карьеру выступала за словацкие команды «Банска-Бистрица», «Зволен», «Слован» (Братислава) и «Попрад». Дважды (в 2006 и 2007 годах) становилась чемпионкой Элитной женской хоккейной лиги.
Петра участвовала в Олимпийских играх 2010 года в составе сборной Словакии, сыграв 20 минут за все пять матчей и не набрав ни одного очка. Участвовала в квалификации к Олимпийским играм 2010 года.
Орсагова играла также пять раз на чемпионатах мира за Словакию, в том числе в высшем дивизионе в 2011 и 2012 годах.
Кроме этого, в составе женской сборной Словакии по бол-хоккею выиграла домашний чемпионат мира в 2011 году.

## Статистика

### В сборной
| Год  | Сборная  | Турнир                           | Игры | Голы | Передачи | Очки | Минуты штрафа |
| ---- | -------- | -------------------------------- | ---- | ---- | -------- | ---- | ------------- |
| 2007 | Словакия | Чемпионат мира (II дивизион)     | 5    | 0    | 2        | 2    | 0             |
| 2008 | Словакия | Чемпионат мира (I дивизион)      | 5    | 0    | 0        | 0    | 4             |
| 2008 | Словакия | Олимпиада (квалификация)         | 3    | 0    | 0        | 0    | 2             |
| 2009 | Словакия | Чемпионат мира (I дивизион)      | 5    | 0    | 1        | 1    | 4             |
| 2010 | Словакия | Олимпиада                        | 5    | 0    | 0        | 0    | 2             |
| 2011 | Словакия | Чемпионат мира (высший дивизион) | 5    | 0    | 0        | 0    | 2             |
| 2012 | Словакия | Чемпионат мира (высший дивизион) | 5    | 0    | 0        | 0    | 4             |